# Baulne
Baulne – miejscowość i gmina we Francji, w regionie Île-de-France, w departamencie Essonne.
Według danych na rok 1990 gminę zamieszkiwało 1207 osób, a gęstość zaludnienia wynosiła 148 osób/km² (wśród 1287 gmin regionu Île-de-France Baulne plasuje się na 589. miejscu pod względem liczby ludności, natomiast pod względem powierzchni na miejscu 476.).